# Азовский сельсовет
Азовский сельсовет (баш. Аҙау ауыл советы) — упразднённое в 2008 году  административно-территориальная единица и сельское поселение (тип муниципального образования) в составе Архангельского района Башкортостана. Объединен с сельским поселением Узунларовский сельсовет. 
Почтовый индекс — 453034. Код ОКАТО − 80203807000.

## Состав сельского поселения
| № | Населённый пункт | Тип населённого пункта       | Население |
| - | ---------------- | ---------------------------- | --------- |
| 1 | Азово            | село, административный центр | ↘461      |
| 2 | Айтмембетово     | деревня                      | ↘310      |
| 3 | Карагай          | деревня                      | ↗18       |

В 2005 году из состава сельсовета исключен и упразднён посёлок Равтау.

## История
Закон Республики Башкортостан от 19.11.2008 N 49-з «Об изменениях в административно-территориальном устройстве Республики Башкортостан в связи с объединением отдельных сельсоветов и передачей населённых пунктов», ст.1 гласил:
Внести следующие изменения в административно-территориальное устройство Республики Башкортостан:
 а) объединить Узунларовский и Азовский сельсоветы с сохранением наименования «Узунларовский» с административным центром в селе Узунларово.

Включить деревни Азово, Айтмембетово, Карагай Азовского сельсовета в состав Узунларовского сельсовета.

Утвердить границы Узунларовского сельсовета согласно представленной схематической карте.

Исключить из учётных данных Азовский сельсовет;

## Географическое положение
На 2008 год граничил с муниципальными образованиями: Михайловский сельсовет, Бакалдинский сельсовет, Узунларовский сельсовет, Инзерский сельсовет («Закон Республики Башкортостан от 17.12.2004 N 126-з (ред. от 19.11.2008) „О границах, статусе и административных центрах муниципальных образований в Республике Башкортостан“»).

## Природа
Реки: Инзер, Кизгинка, Кунаелга.